# Thomas Stuart (2e comte d'Angus)
Pour les articles homonymes, voir Thomas Stuart.
Thomas Stuart 2e comte d'Angus (né entre 1329/1331 et mort en 1361) est un noble écossais de la maison Stuart qui fut le 2e comte d'Angus de la seconde création du titre.

## Biographie
Thomas Stuart est le fils de Johan Stuart de Bonkyll, nommé 1er comte d'Angus de la 2e création du titre en 1329, et de Margaret de Abernethy. Thomas Stuart n'est encore qu'un enfant à la mort de son père quand il hérite ses domaines et titres dans le  Berwickshire, Abernethy et en Angus.
En 1353, il épouse Margaret Sinclair, une fille de William de Saint Clair de Roslin qui fut tué en 1330 aux côtés de James Douglas le Bon, seigneur de  Douglas, lors du combat de Teba en Andalousie alors qu'ils portaient le cœur du roi Robert Bruce en Terre sainte. La demande d'accord pour cette union est envoyée au Saint-Siège avec l'appui du roi Jean II de France, ce qui suggère que le jeune comte d'Angus résidait à cette époque à la cour de France.
Présent lors du siège de  Berwick-upon-Tweed en 1355, le comte d'Angus fait partie des nobles qui négocient la libération du roi David II d'Écosse, prisonnier en Angleterre depuis dix ans à la suite de sa défaite lors de la bataille de Neville's Cross. C'est vers cette époque, à la fin de la décennie 1350, que Thomas Stuart est fait Grand Chambellan d'Écosse, un office qu'il perd quelque temps avant 1359 quand Walter de Biggar l'obtient. Il meurt en 1361 et laisse comme successeur sa fille ainée Margaret Stuart.

## Postérité
Thomas Stuart et Margaret Sinclair ne laissent que deux filles 
- Margaret Stuart comtesse d'Angus mère de  Georges Douglas, nommé 1er comte d'Angus de la 3e création du titre en 1389.
- Elisabeth Stewart, épouse d'Alexandre Hamilton de Ballencrieff et Innerwick, ancêtres des  comtes de  Haddington.

## Source de la traduction
- (en) Cet article est partiellement ou en totalité issu de l’article de Wikipédia en anglais intitulé « Thomas Stewart, 2nd Earl of Angus » (voir la liste des auteurs).